# Список млекопитающих, занесённых в Красную книгу Приморского края
В списке указаны все млекопитающие, вошедшие в Красную книгу Приморского края, по состоянию на 2002 год. Знак * обозначает виды, занесённые в Красную книгу Российской Федерации (1999).
Категории имеют следующие обозначения:
0 — вероятно исчезнувшие
1 — исчезающие виды
2 — редкие и малочисленные виды
3 — потенциально уязвимые виды
4 — виды неопределённого статуса
5 — восстанавливаемые или восстанавливающиеся виды

## ОтрядНасекомоядные(Eulipotyphla)

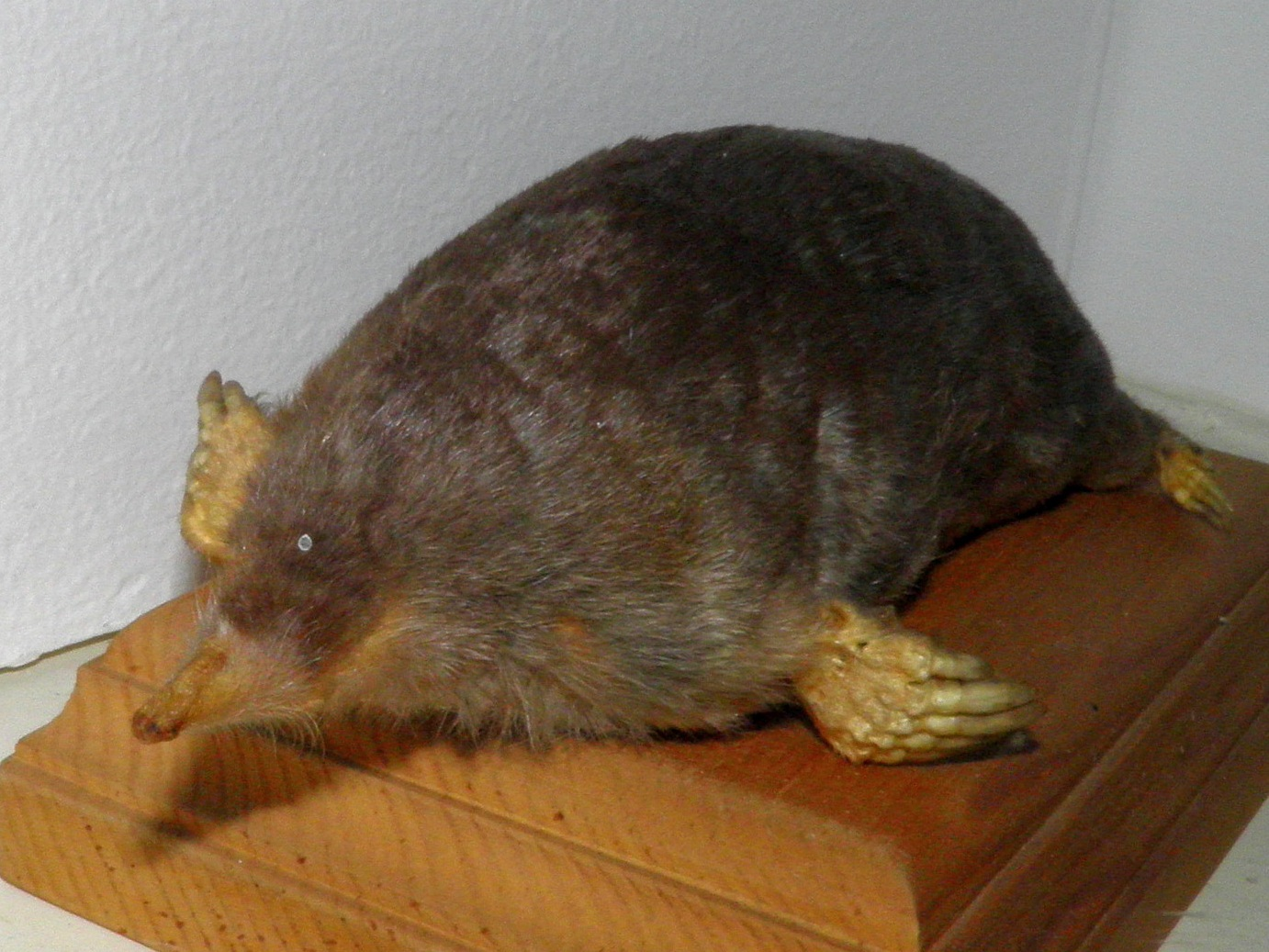
Японская могера

### СемействоКротовые(Talpidae)
- Род Могеры (Mogera)
  - Японская, или средняя, могера, или японский крот* (Mogera wogura)  2

### СемействоЗемлеройковые(Soricidae)
- Род Бурозубки (Sorex)
  - Гигантская бурозубка* (Sorex mirabilis) 2

## ОтрядРукокрылые(Chiroptera)

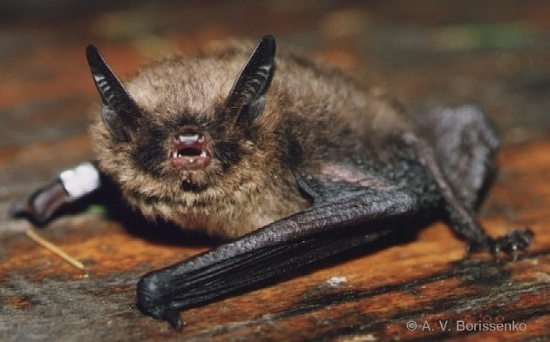
Ночница Брандта

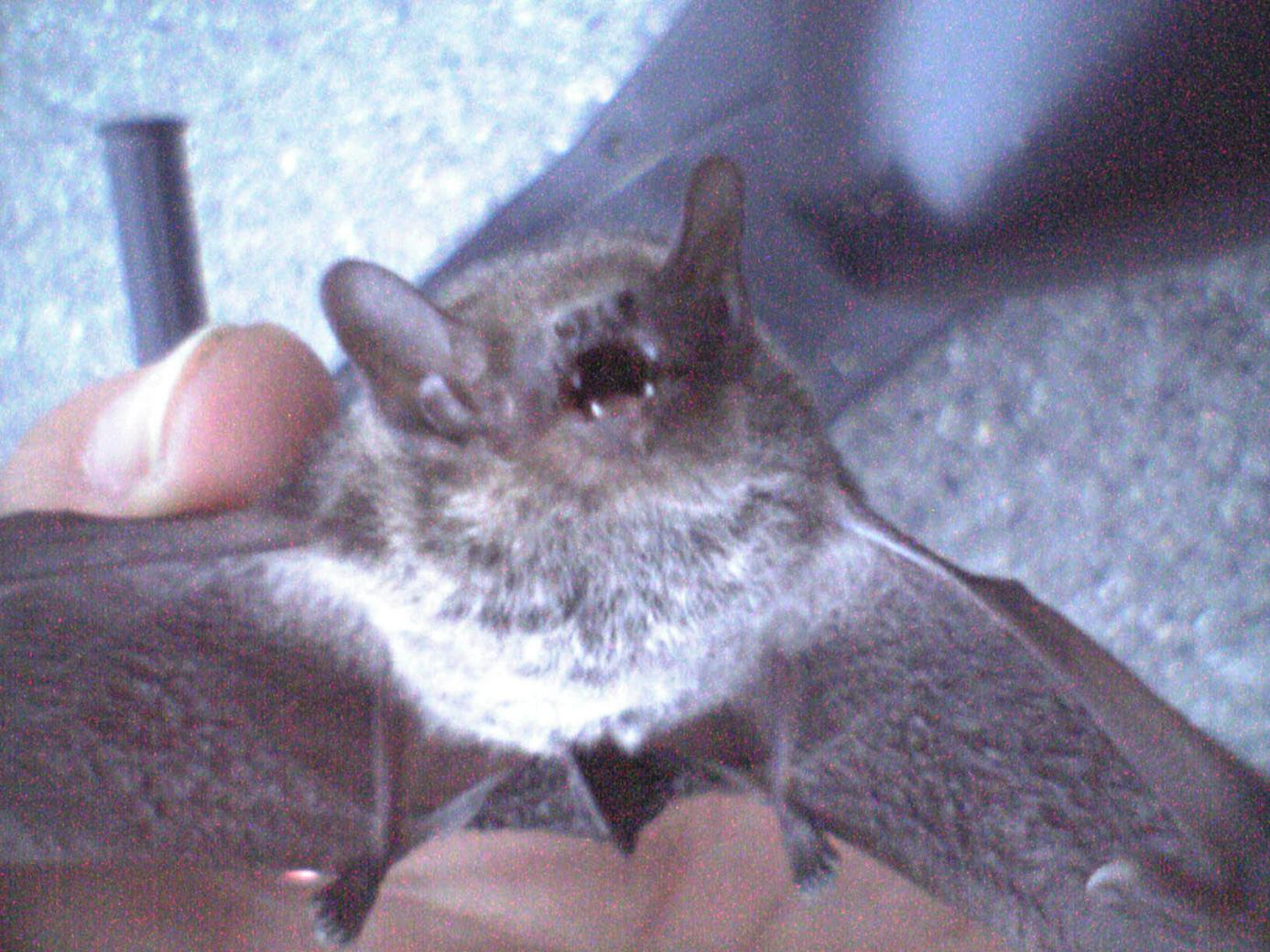
Восточный нетопырь

### СемействоГладконосые(Vespertilionidae)
- Род Ночницы (Myotis)
  - Длиннохвостая ночница (Myotis frater) 2
  - Ночница Брандта (Myotis brandti) 3
  - Ночница Иконникова (Myotis ikonnikovi) 3
  - Крупнопалая ночница (Myotis macrodactylus) 3

- Род Нетопыри (Pipistrellus)
  - Восточный нетопырь (Pipistrellus abramus) 0

- Род Кожановидные нетопыри (Hypsugo)
  - Кожановидный нетопырь (Hypsugo savii) 3

- Род Кожаны (Eptesicus)
  - Северный кожанок (Eptesicus nilssoni) 3

- Род Двухцветные кожаны (Vespertilio)
  - Восточный кожан (Vespertilio superans)  5

- Род Трубконосы (Murina)
  - Уссурийский, или малый, трубконос (Murina ussuriensis)  1

- Род Длиннокрылы (Miniopterus)
  - Обыкновенный длиннокрыл* — (Miniopterus schreibersi) 1

## ОтрядГрызуны(Rodentia)

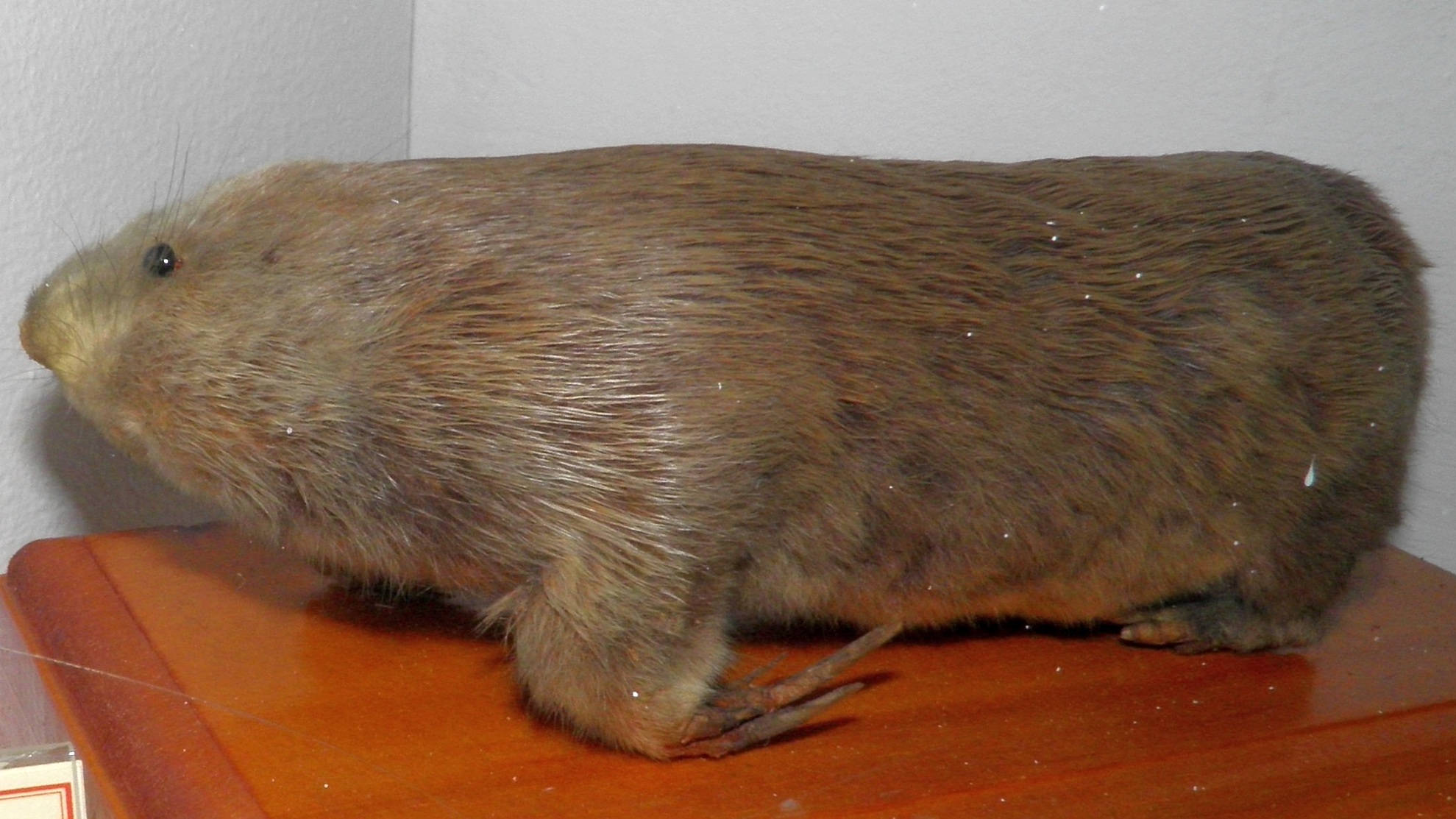
Маньчжурский цокор

### СемействоХомяковые(Cricetidae)
- Род Цокоры (Myospalax)
  - Маньчжурский цокор* (Myospalax epsilanus)  2

## ОтрядХищные(Carnivora)

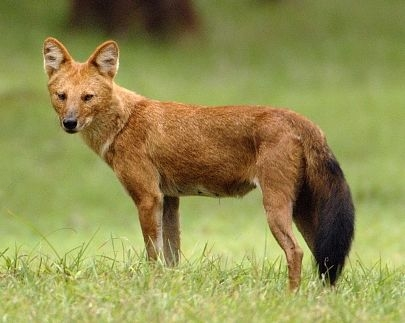
Красный волк

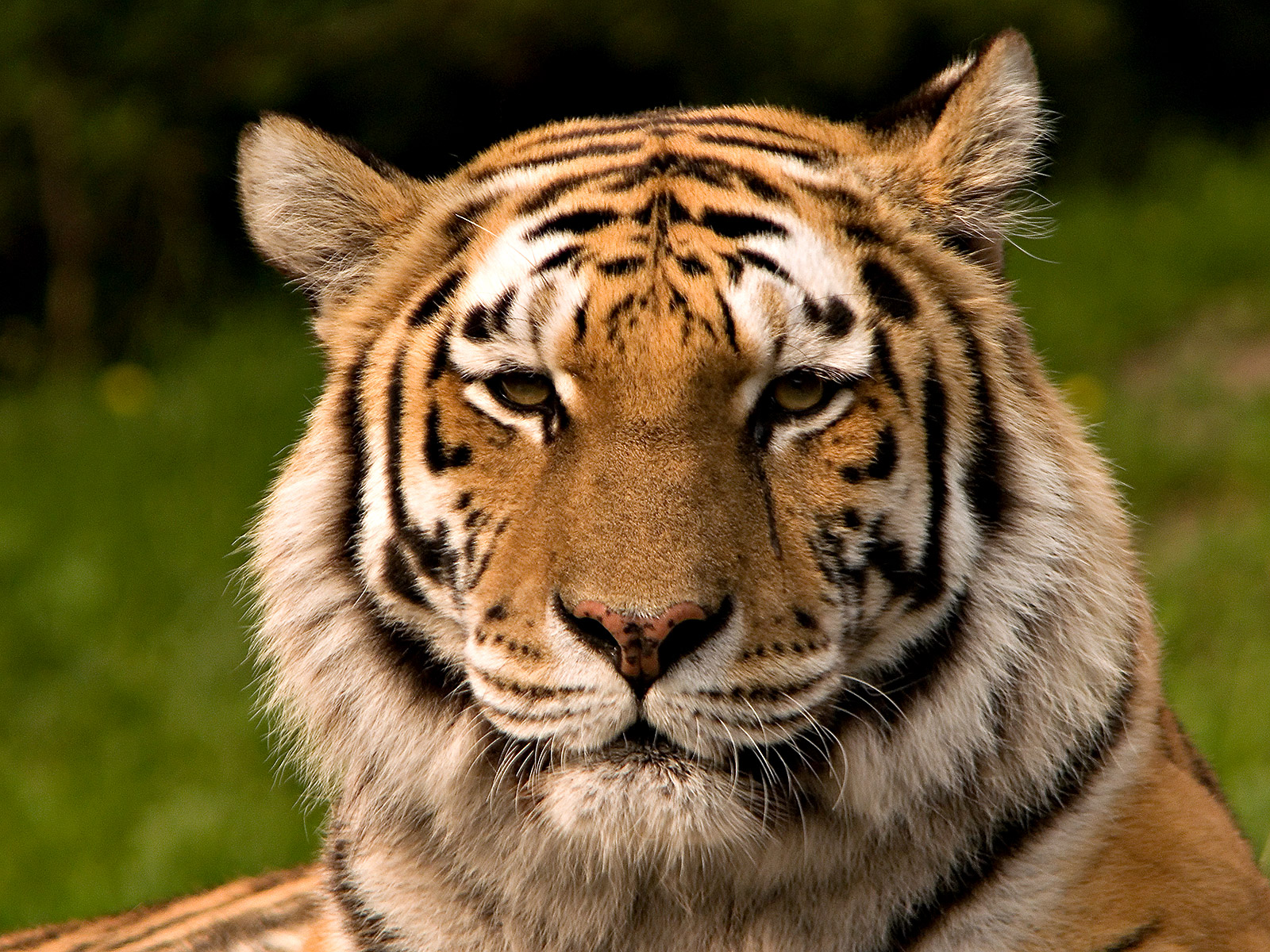
Амурский тигр

### СемействоКуницевые(Mustelidae)
- Род Ласки и хори (Mustela)
  - Забайкальский солонгой* (Mustela altaica raddei)  2

### СемействоКошачьи
- Род Восточные кошки (Prionailurus)
  - Дальневосточный, или бенгальский, кот (Prionailurus bengalensis euptilurus) 4

- Род Пантеры (Panthera)
  - Амурский тигр* (Panthera tigris altaica) 2
  - Дальневосточный леопард* (Panthera pardus orientalis) 1

### СемействоУшастые тюлени(Otariidae)
- Род Сивучи (Eumetopias)
  - Сивуч* (Eumetopias jubatus) 2

## ОтрядКитопарнокопытные(Cetartiodactyla)

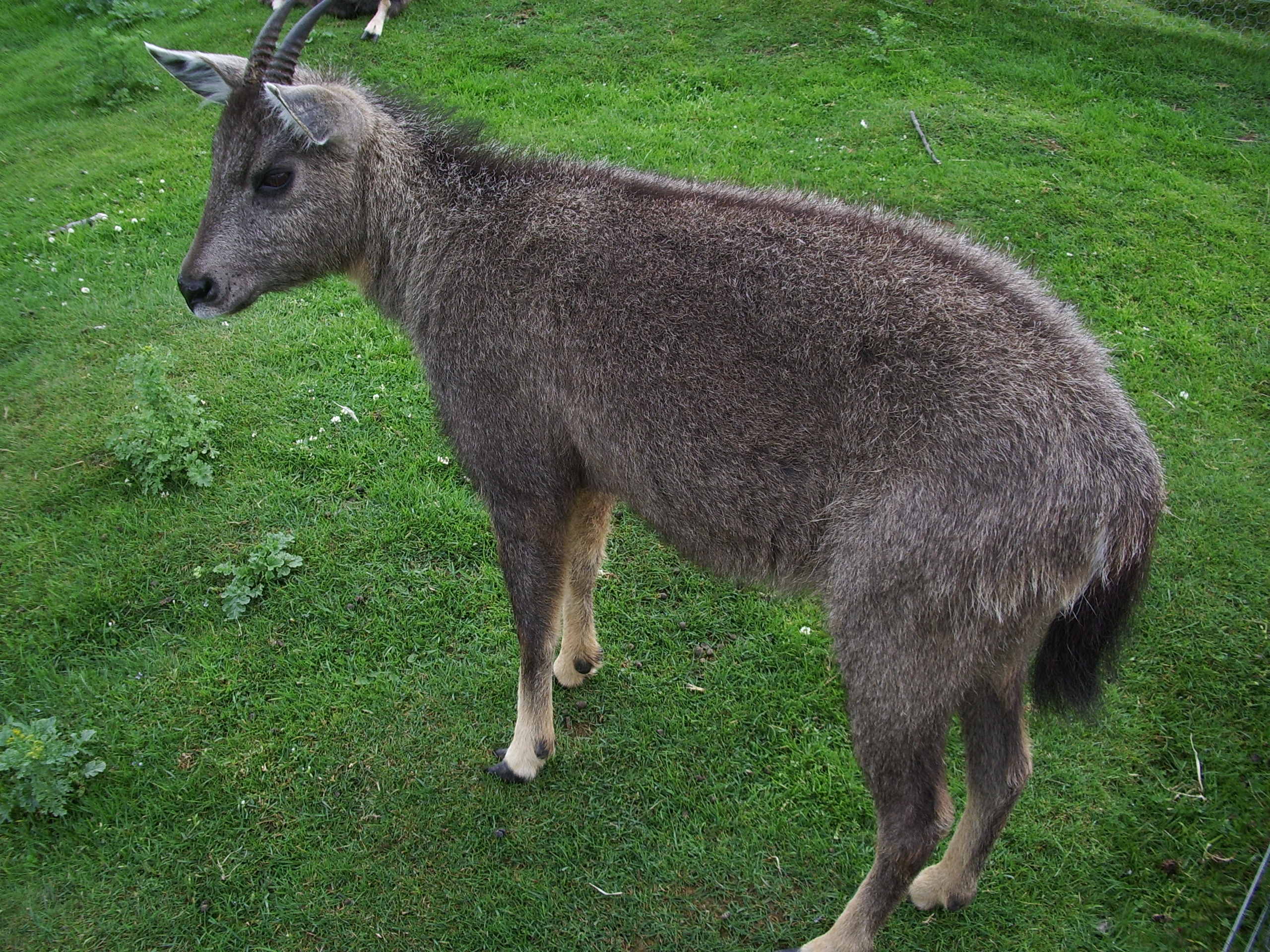
Амурский горал

### СемействоОленьи(Cervidae)
- Род Настоящие олени (Cervus)
  - Уссурийский пятнистый олень* (Cervus nippon hortulorum) 5

- Род Северные олени (Rangifer)
  - Северный олень (Rangifer tarandus) 0

### СемействоПолорогие(Bovidae)
- Род Горалы (Naemorhedus)
  - Амурский горал* (Nemorhaedus caudatus; ранее в составе Nemorhaedus goral)  2

### ИнфраотрядКитообразные(Cetacea)

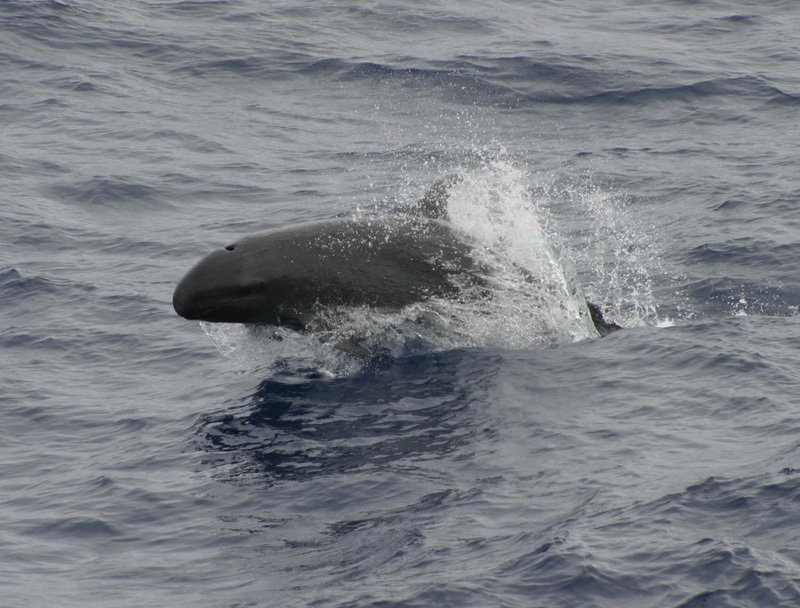
Малая косатка

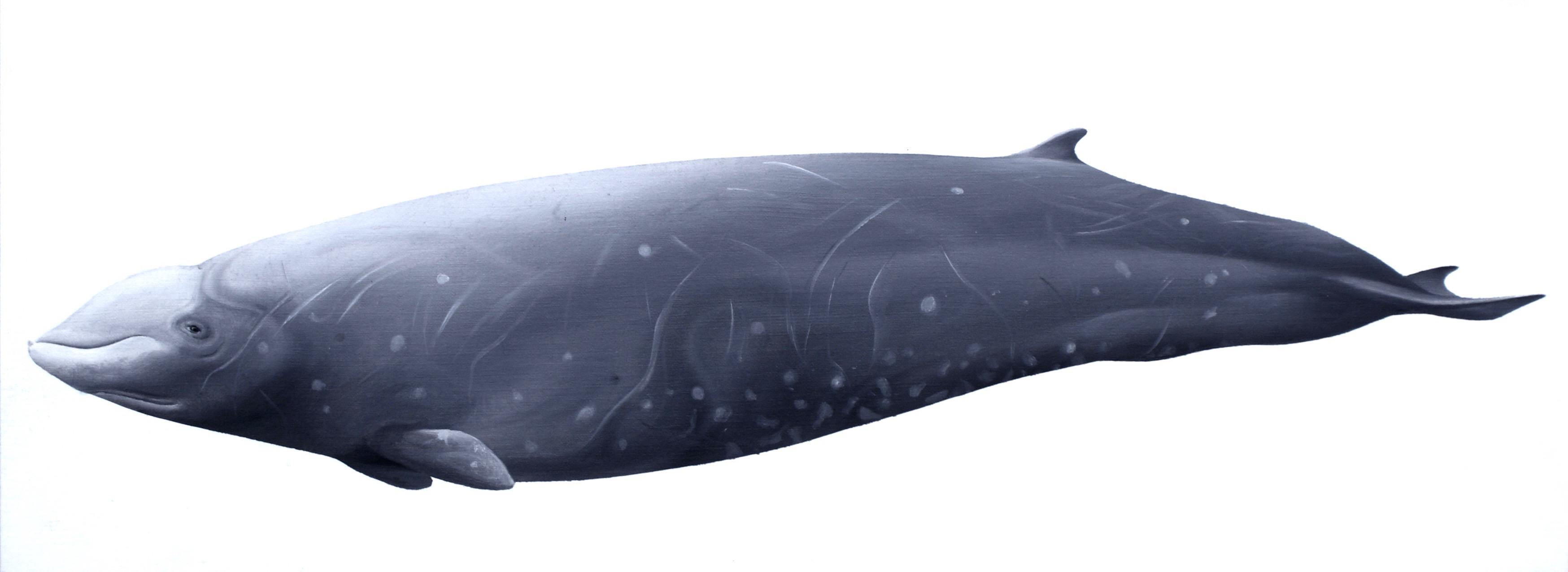
Клюворыл

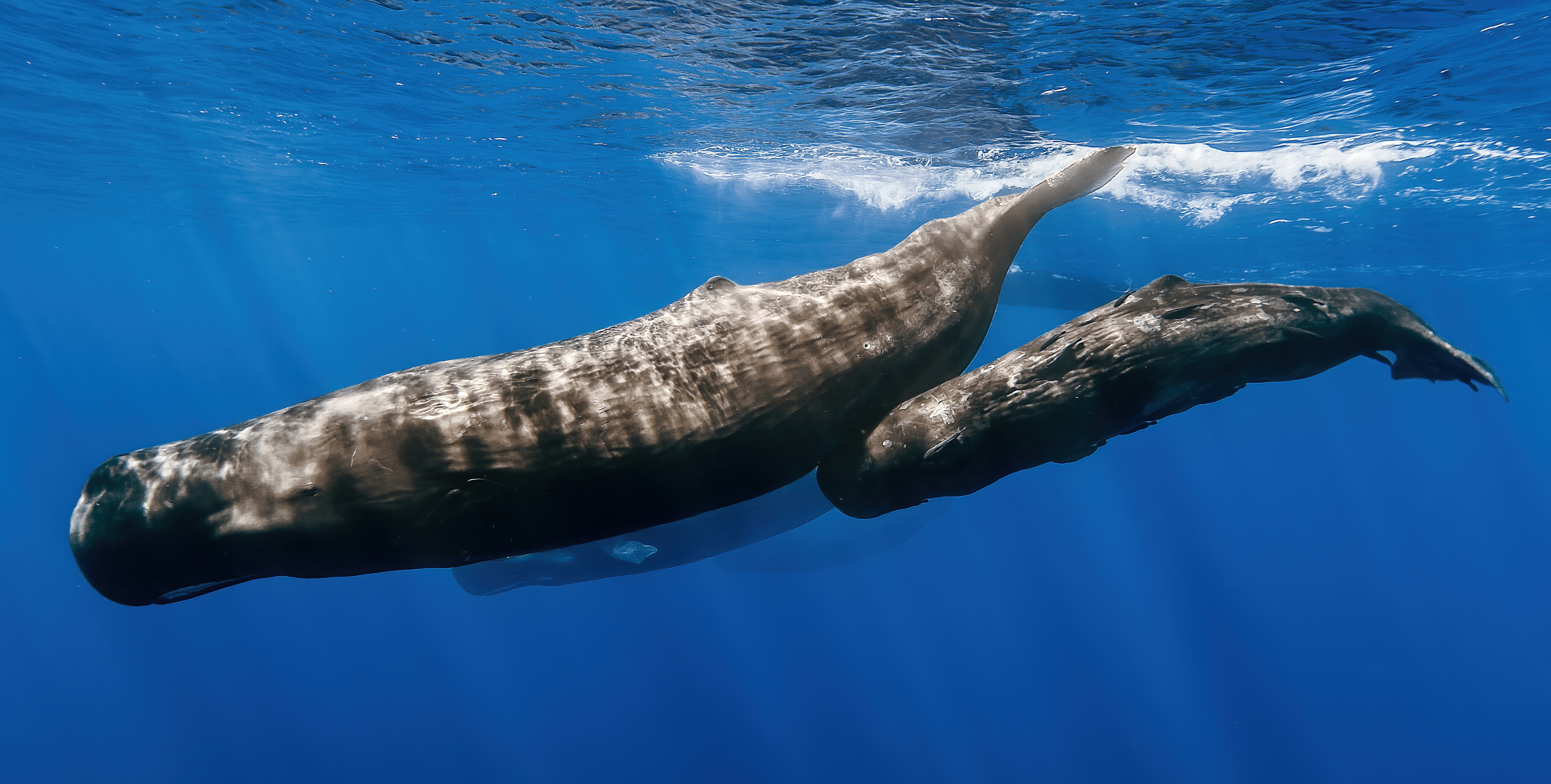
Кашалот

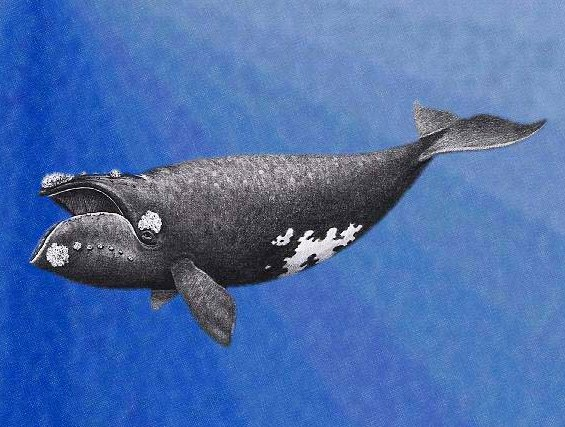
Японский гладкий кит

#### СемействоДельфиновые(Delphinidae)
- Род Малые косатки (Pseudorca)
  - Малая косатка (Pseudorca crassidens)  3

#### СемействоМорские свиньи(Phocoenidae)
- Род Беспёрые морские свиньи (Neophocoena)
  - Беспёрая морская свинья (Neophocoena phocaenoides) 3

#### СемействоКлюворылые(Ziphiidae)
- Род Клюворылы (Ziphius)
  - Клюворыл* (Ziphius cavirostris)  3

- Род Плавуны (Berardius)
  - Северный плавун (Berardius bairdii)  0

#### СемействоКашалотовые(Physeteridae)
- Род Кашалоты (Physeter)
  - Кашалот (Physeter macrocephalus; син. Physeter catodon) 3

#### СемействоКарликовые кашалоты(Kogiidae)
- Род Карликовые кашалоты (Kogia)
  - Карликовый кашалот (Kogia breviceps) 3

#### СемействоГладкие киты(Balaenidae)
- Род Южные киты (Eubalaena)
  - Японский гладкий кит* (Eubalaena japonica) 1

#### СемействоПолосатиковые(Balaenopteridae)
- Род Горбатые киты (Megaptera)
  - Кит-горбач, или горбатый кит* (Megaptera novaeangliae) 1

- Род Киты-полосатики (Balaenoptera)
  - Финвал, или сельдяной кит* (Balaenoptera physalus) 2
  - Сейвал, сайдяной, или ивасёвый, кит* (Balaenoptera borealis) 3

- Род Серые киты (Eschrichtius)
  - Серый кит* (Eschrichtius robustus; син. Eschrichtius gibbosus) 1